# FC Verbroedering Wilsele

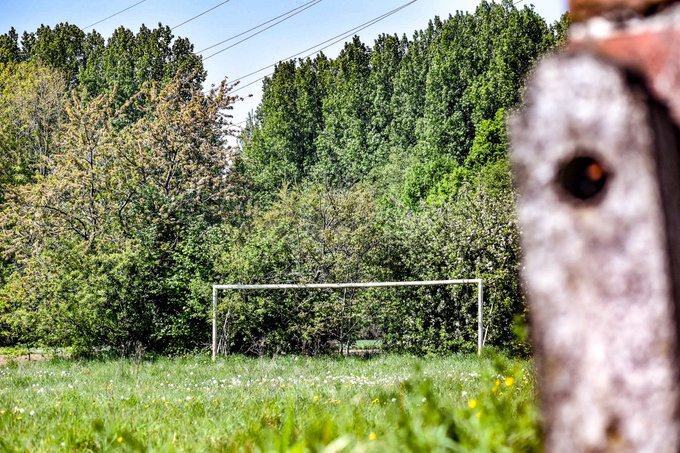
De goal op het voormalige tweede terrein van de club anno 2020.

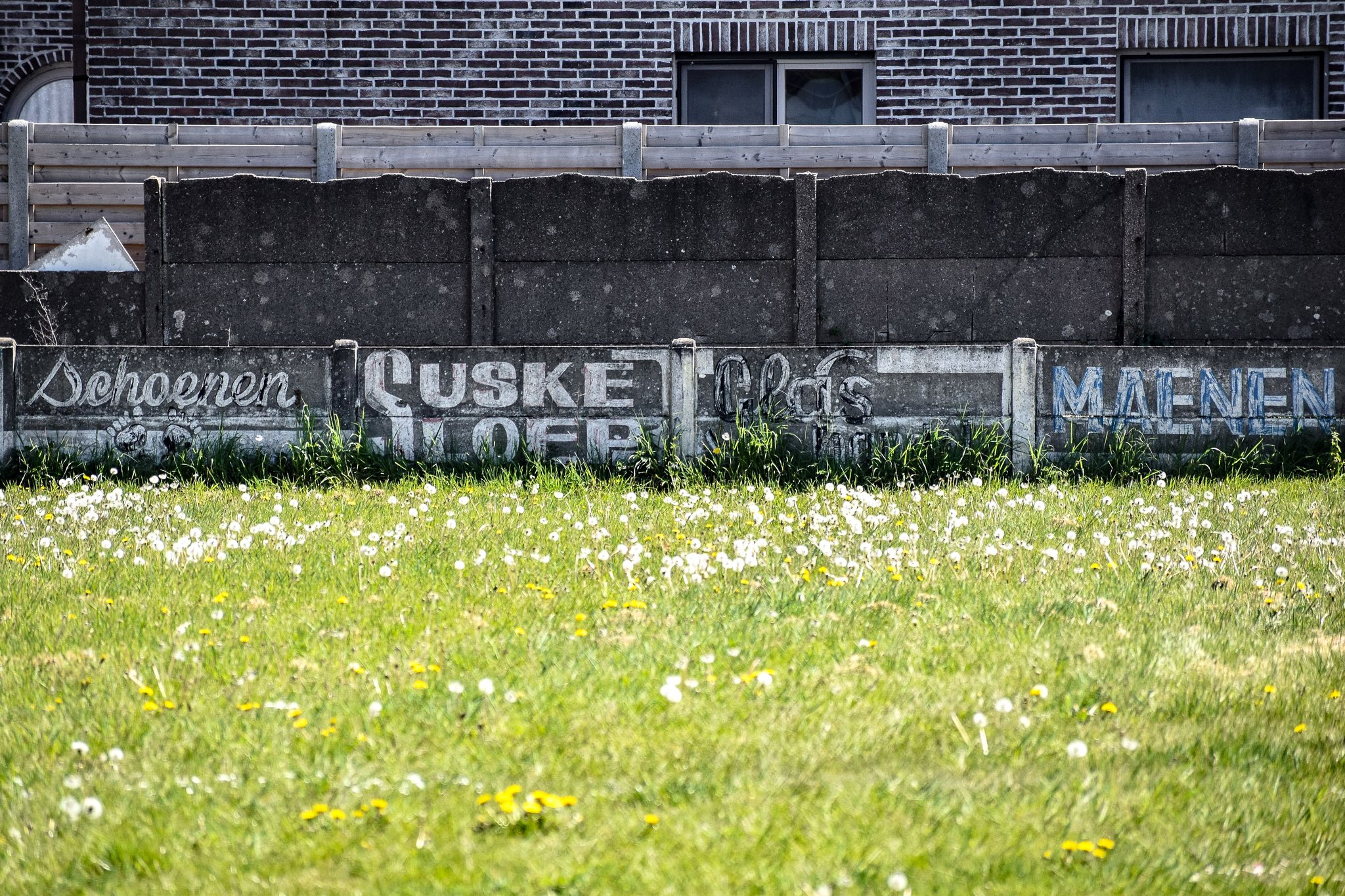
Sponsorborden aan de kant van het voormalige hoofdterrein anno 2020.

FC Verbroedering Wilsele is een voormalige Belgische voetbalclub uit Wilsele en voetbalde in zijn laatste seizoen 2000/01 in de 4de provinciale van Vlaams-Brabant. De club is opgericht op 11 februari 1934 en was sinds 5 juni 1941 bij de KBVB aangesloten met stamnummer 2991. De ploeg voetbalde op het hoofdterrein van de twee voetbalterreinen gelegen in de verbroederingstraat in Wilsele en had zwart en wit als clubkleuren.

## Oprichting
De club werd op 11 februari 1934 opgericht en speelde enkel vriendschappelijke wedstrijden tegen voetbalclubs uit de regio. Maar Verbroedering Wilsele werd op 5 juni 1941 toegelaten om in competitieverband uit te komen, toen verkregen ze het stamnummer 2991.

## Het begin
In het allereerste seizoen (1941/42) voor FC Verbroedering Wilsele eindigden ze op de 7de plaats in 3de provinciaal A Brabant met 14 behaalde punten in 18 wedstrijden. Dorpsgenoot FC Wilsele Sport werd met 16 overwinningen overtuigend kampioen.
In 1942/43 eindigde Verbroedering Wilsele op een mooie vijfde plaats en het seizoen daarop op een derde plaats, 4 punten te weinig voor een promotie naar 2de provinciale.
In 1945/46 was het weer nét niet goed genoeg, de ploeg bleef achter op de tweede plaats net zoals in het seizoen erna.
Maar in 1947/48 was het wel prijs, FC Verbroedering werd kampioen in 3de provinciale met maar 2 punten voorsprong op achtervolger Tremelo FC en promoveerde dus voor het eerst in hun geschiedenis naar tweede.
Hier blijven ze elf seizoenen, want ze degradeerden in 1958/59 terug naar derde terwijl ze het seizoen daarvoor met 1 puntje de titel misliepen naar eerste provinciale.

## Beste prestaties
De Verbroedering kwam in hun hele bestaan echter nooit verder dan 2de provinciale, hun beste resultaat ooit was een tweede plaats in deze competitie in het seizoen 1957/58 achter het eerst geplaatste AC Betekom. Drie keer sloegen ze erin kampioen te worden in de 3de provinciale competitie van Brabant; in 1947/48, 1960/61 en 1976/77.

## Het einde
Met de jaren ging het niet zo best met de Vlaams-Brabantse club. In het seizoen 2000/01 eindigde men met slechts één punt in Vierde Provinciale, waarbij hun doelpuntensaldo zeer opmerkelijk was (6 keer gescoord en 119 doelpunten tegen in 26 wedstrijden). Dat enige punt behaalde men op het veld van fusieclub KVC Kessel-Lo 2000.
Na dat erbarmelijk seizoen, met negen forfaits en nederlagen van 7-0 en 9-0, beslisste men definitief te stoppen. Op 10 augustus 2001 werd stamnummer 2991 geschrapt bij de bond.

## 21ste eeuw
Sinds 28 februari 2012 zijn de twee voormalige terreinen van FC Verbroedering Wilsele in de Verbroederingstraat in Wilsele eigendom van de stad Leuven.
In 2013 raakte bekend dat het een optie was om de velden van de Verbroedering te gebruiken als thuisbasis voor de jeugdploegen van Olympia SC Wijgmaal, er zouden nieuwe kleedkamers en een cafetaria komen, maar uiteindelijk ging het plan niet door.
Op het tweede terrein is nog steeds één doel aanwezig en op het hoofdterrein zijn de sponsorborden nog aan de zijkant van het grasveld aanwezig. Het voormalige A-terrein van de club is nu de locatie van een hondenschool.
Op 25 januari 2021 raakte bekend dat de Stad Leuven de oude terreinen van Verbroedering Wilsele ging om toveren tot een Urban Sports Park, in dat park komen twee pumptracks en enkele heuvels waarop de Leuvense jongeren, maar ook gevorderden hun op kunnen uitleven door te skateboarden, BMX'en, mountainbiken, steppen en nog veel meer. Het Urban Sports Park moet tegen het einde van 2021 klaar zijn.